# Rhodesiella elagiriensis
Rhodesiella elagiriensis är en tvåvingeart som beskrevs av Cherian 2002. Rhodesiella elagiriensis ingår i släktet Rhodesiella och familjen fritflugor. Inga underarter finns listade i Catalogue of Life.